# 1823 en santé et médecine
| Années de la santé et de la médecine : 1820 - 1821 - 1822 - 1823 - 1824 - 1825 - 1826    |
| Décennies de la santé et de la médecine : 1790 - 1800 - 1810 - 1820 - 1830 - 1840 - 1850 |

Cet article présente les faits marquants de l'année 1823 en santé et médecine.

## Événements
- 5 octobre  : premier numéro de « The Lancet », un  hebdomadaire médical britannique indépendant fondé par Thomas Wakley[1].
- Le médecin bavarois Philipp Franz von Siebold arrive au Japon avec la délégation scientifique de la Compagnie néerlandaise des Indes orientales ; il fonde une école à Dejima où il enseigne la médecine occidentale (1824-1829)[2].

## Naissances
- 23 février : John Braxton Hicks (mort en 1897), médecin obstétricien anglais.
- 16 septembre : Ambroise-Auguste Liébeault (mort en 1904), médecin français, spécialiste de l'hypnose et du magnétisme animal.

## Décès
- 23 septembre : Matthew Baillie (né en 1761), médecin écossais.